# Lista celor mai lungi poduri în consolă din lume

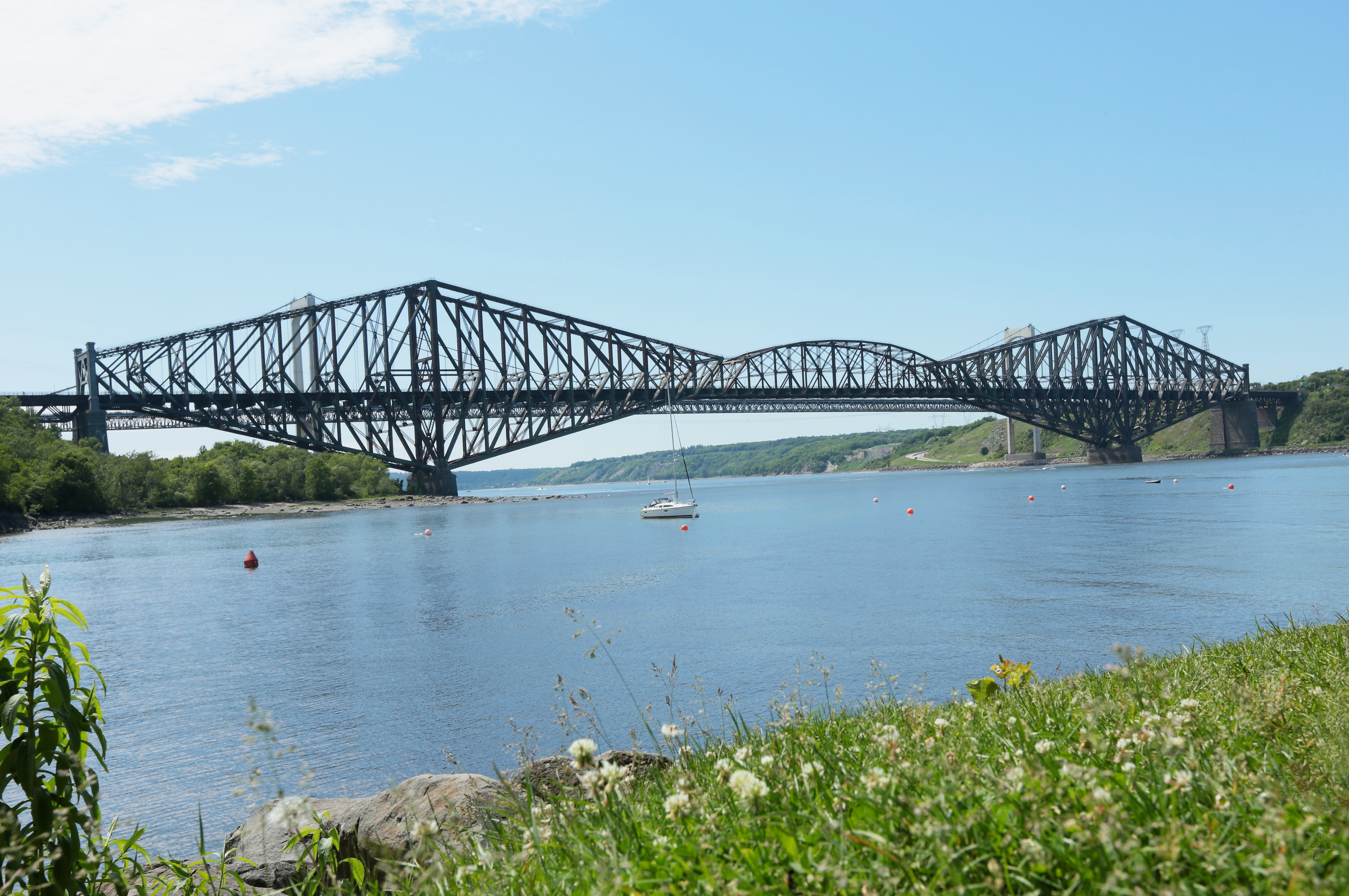
Podul Quebec, cel mai lung pod în consolă din lume

Diagrama structurală a unui pod în consolă

Lista celor mai lungi poduri în consolă din lume clasifică podurile care includ secțiuni proiectate orizontal și susținute la un singur capăt (console), în funcție de lungimea deschiderii principale.
Un pod în consolă este o structură care include cel puțin o porțiune care acționează ca un punct de ancorare pentru susținerea unei alte porțiuni care se extinde dincolo de pilonul de susținere.
În general, un pod în consolă include trei deschideri, dintre care cele laterale sunt în consolă, ancorate la câte un capăt de malurile opuse ale zonei care trebuie traversată, iar capetele libere ale deschiderii centrale se extind către capetele libere ale deschiderilor în consolă, sprijinindu-se pe acestea. În practică, din cauza greutății mari a structurii, podurile în consolă sunt fezabile dacă deschiderea principală nu depășește o lungime de aproximativ 500 metri, în caz contrar fiind preferate alte tipuri de poduri, precum cele hobanate sau suspendate.
Lista include podurile în consolă finalizate, aflate în operare sau dezafectate. Ordinea este descrescătoare, în funcție de valorile deschiderii principale.
| Imagine                        | Nume | Deschidere maximă (m) | An        | Locație                                                                  | Țară                    | Coordonate                                               | Observații |
|                                | |                       |           |                                                                          |                         |                                                          | |
| ------------------------------ | --- | --------------------- | --------- | ------------------------------------------------------------------------ | ----------------------- | -------------------------------------------------------- | --- |
|                                | Podul Québec (în engleză Quebec Bridge, în franceză Pont de Québec)                                                                  | 549                   | 1917      | Quebec City – Levis, Quebec                                              | Canada                  | 46°44′46″N 71°17′16″V / 46.74611°N 71.28778°V            | pod pietonal, rutier și feroviar, cel mai lung pod în consolă din lume începând cu 1917, Quebec Route 175, Canadian National Railway, Via Rail Canada |
|                                | Podul Forth (în engleză Forth Bridge)                                                                                                | 521 (x 2)             | 1890      | South Queensferry, Edinburgh – North Queensferry, Fife, Scoția           | Regatul Unit            | 56°00′01″N 3°23′19″W / 56.0004°N 3.3886°V                | pod feroviar, cel mai lung pod în consolă din lume între 1890 și 1917, Calea ferată Edinburgh–Dundee                                                  |
|                                | Podul Minato (în japoneză 港大橋, transliterat: Minato ohashi)                                                                       | 510                   | 1973      | Osaka                                                                    | Japonia                 | 34°38′39″N 135°26′15″E / 34.644069°N 135.437629°E        | pod rutier cu două platforme suprapuse, Autostrada de coastă 4 Hanshin, Autostrada de coastă 5 Hanshin, Autostrada 16 a portului Osaka                |
|                                | Podul Comodor Barry (în engleză Commodore Barry Bridge)                                                                              | 501                   | 1974      | Chester, Pennsylvania – Bridgeport, New Jersey                           | Statele Unite           | 39°49′32″N 75°22′06″V / 39.82556°N 75.36833°V            | pod rutier, U.S. Route 322 |
|                                | Crescent City Connection | 480                   | 1958,1988 | New Orleans, Louisiana                                                   | Statele Unite           | 29°56′19″N 90°03′27″V / 29.93861°N 90.05750°V            | pod rutier, US Route 90 Business, Interstate 49 |
|                                | Podul Sanguantang (în chineză: 三官堂大桥, transliterat: Sān guān táng dàqiáo)                                                       | 465                   | 2020      | Ningbo, Zhejiang                                                         | China                   | 29°54′22.74″N 121°37′0.37″E / 29.9063167°N 121.6167694°E | pod rutier |
|                                | Podul Rabindra (Howrah) (în hindi रवीन्द्र सेतु, transliterat: Raveendr setu)                                                             | 457                   | 1943      | Calcutta, Bengalul de Vest                                               | India                   | 22°35′06″N 88°20′49″E / 22.5851°N 88.3469°E              | pod pietonal și rutier |
|                                | Podul Gramercy (în engleză Gramercy Bridge (Veterans Memorial Bridge))                                                               | 445                   | 1995      | Gramercy, Louisiana                                                      | Statele Unite           | 30°02′45″N 90°40′21″V / 30.04583°N 90.67250°V            | Autostrada Louisiana 3213 |
|                                | Podul Porții din Tokyo (în japoneză 東京ゲートブリッジ, transliterat: Tōkyō gētoburijji)                                             | 440                   | 2012      | Tokyo                                                                    | Japonia                 | 35°36′41″N 139°49′38″E / 35.61139°N 139.82722°E          | pod rutier, Drumul de coastă din portul Tokyo |
|                                | Podul San Francisco–Golful Oakland (zona de est) [în engleză San Francisco–Oakland Bay Bridge (east Bay span)]                       | 427                   | 1936      | San Francisco, California                                                | Statele Unite           | 37°49′5″N 122°20′48″V / 37.81806°N 122.34667°V           | pod rutier, demolat în 2016 |
|                                | Podul J. C. Van Horne [în engleză J. C. Van Horne Bridge]                                                                            | 380                   | 1961      | Campbellton, New Brunswick – Pointe-à-la-Croix, Quebec                   | Canada                  | 48°0′40.52″N 66°40′50.84″V / 48.0112556°N 66.6807889°V   | pod pietonal și rutier |
|                                | Podul Astoria–Megler [în engleză Astoria–Megler Bridge]                                                                              | 376                   | 1966      | Astoria, Oregon – Point Ellice, Washington                               | Statele Unite           | 46°13′01″N 123°51′47″W / 46.217°N 123.863°V              | US Route 101 |
|                                | Podul Horace Wilkinson [în engleză Horace Wilkinson Bridge]                                                                          | 376                   | 1968      | Baton Rouge – Port Allen, Louisiana                                      | Statele Unite           | 30°26′22.2″N 91°11′47.4″V / 30.439500°N 91.196500°V      | Interstate 10 |
|                                | Podul Tappan Zee [în engleză Tappan Zee Bridge]                                                                                      | 369                   | 1955      | South Nyack – Tarrytown, New York                                        | Statele Unite           | 41°04′12″N 73°53′28″V / 41.07000°N 73.89111°V            | Interstate 87, Interstate 287, New York State Thruway, demolat în 2019                                                                                |
|                                | Podul Lewis și Clark (în engleză Lewis and Clark Bridge)                                                                             | 366                   | 1930      | Longview, Washington – Rainier, Oregon                                   | Statele Unite           | 46°06′17″N 122°57′42″V / 46.10472°N 122.96167°V          | Washington State Route 433 |
|                                | Podul Queensboro (în engleză Queensboro Bridge)                                                                                      | 360                   | 1909      | Long Island City, Queens – Manhattan, New York                           | Statele Unite           | 40°45′25″N 73°57′17″V / 40.75694°N 73.95472°V            | New York State Route 25 |
|                                | Podul Carquinez (în engleză Carquinez Bridge)                                                                                        | 335 (x 2)             | 1927,1958 | Crockett – Vallejo, California                                           | Statele Unite           | 38°03′39″N 122°13′33″V / 38.06083°N 122.22583°V          | Interstate 80, secțiunea sudică a fost demolată în 2007                                                                                               |
|                                | Ironworkers Memorial Second Narrows Crossing                                                                                         | 335                   | 1960      | Vancouver, Columbia Britanică                                            | Canada                  | 49°17′43″N 123°01′35″W / 49.295296°N 123.026276°V        | British Columbia Highway 1 |
|                                | Podul Al-Fardan (în arabă كوبري الفردان, transliterat: Kubri alfirdan)                                                               | 335                   | 2001      | Guvernoratul Ismailia                                                    | Egipt                   | 30°39′25″N 32°20′02″E / 30.65694°N 32.33389°E            | pod feroviar peste Canalul Suez, Calea ferată Sinai                                                                                                   |
|                                | Podul Jacques Cartier (în engleză Jacques Cartier Bridge)                                                                            | 334                   | 1930      | Montreal – Longueuil, Quebec                                             | Canada                  | 45°31′15″N 73°32′06″V / 45.52083°N 73.53500°V            | Quebec Route 134 |
|                                | Podul Chongqing Shibanpo peste fluviul Yangtze (în chineză: 重庆石板坡长江大桥, transliterat: Chóngqìng shíbǎn pō chángjiāng dàqiáo) | 330                   | 2006      | Chongqing                                                                | China                   | 29°32′44″N 106°33′36″E / 29.545556°N 106.559889°E        | pod rutier |
|                                | Podul Richmond-San Rafael (în engleză Richmond-San Rafael Bridge)                                                                    | 326 (x 2)             | 1956      | Richmond – San Rafael, California                                        | Statele Unite           | 37°56′05″N 122°26′02″W / 37.9347°N 122.4338°V            | Interstate 580 |
|                                | Podul memorial John P. Grace (în engleză John P. Grace Memorial Bridge)                                                              | 320                   | 1929      | Charleston, South Carolina                                               | Statele Unite           | 32°48′7.47″N 79°55′52.73″V / 32.8020750°N 79.9313139°V   | U.S. Route 17, demolat în 2006 |
|                                | Podul Newburgh-Beacon (în engleză Newburgh-Beacon Bridge)                                                                            | 305                   | 1963,1981 | Newburgh – Beacon, New York                                              | Statele Unite           | 41°31′09″N 73°59′39″W / 41.519246°N 73.994293°V          | Interstate 84, New York State Route 52 |
|                                | Podul peste strâmtoarea Stolma (în norvegiană Stolmasundet bru)                                                                      | 301                   | 1998      | Austevoll                                                                | Norvegia                | 59°59′47″N 5°06′12″E / 59.9965°N 5.1032°E                | Fylkesvei 5138 |
|                                | Podul peste strâmtoarea Raft (în norvegiană Raftsundet bru)                                                                          | 298                   | 1998      | Vesterålen, Nordland                                                     | Norvegia                | 68°27′26″N 15°11′33″E / 68.45722°N 15.19250°E            | Drumul european E10 |
|                                | Podul Sundøy (în norvegiană Sundøybrua)                                                                                              | 298                   | 2003      | Nordland                                                                 | Norvegia                | 66°01′17″N 12°56′00″E / 66.02139°N 12.93333°E            | Fylkesvei 7314 |
| Martin Luther King, Jr. Bridge | Podul Martin Luther King (în engleză Martin Luther King Bridge)                                                                      | 294                   | 1950      | St. Louis, Missouri – East St. Louis, Illinois                           | Statele Unite           | 38°37′52″N 90°10′46″V / 38.63111°N 90.17944°V            | Route 799 |
|                                | Podul Story (în engleză Story Bridge)                                                                                                | 282                   | 1940      | Fortitude Valley – Kangaroo Point, Brisbane, Queensland                  | Australia               | 27°27′49″S 153°02′09″E / 27.4635°S 153.0358°E            | pod rutier și pietonal |
| Pont du Bras de la Plaine.jpg  | Podul Bras de la Plaine (în franceză Pont du Bras de la Plaine)                                                                      | 280,77                | 2002      | Réunion                                                                  | Franța                  | 21°16′35″S 55°27′55″E / 21.27639°S 55.46528°E            | pod rutier și pietonal |
|                                | Podul Caruthersville (în engleză Caruthersville Bridge)                                                                              | 280                   | 1975      | Caruthersville, Missouri – Dyersburg, Tennessee                          | Statele Unite           | 36°06′54″N 89°36′47″V / 36.11500°N 89.61306°V            | Interstate 155, U.S. Route 412 |
|                                | Podul Silver Memorial (în engleză Silver Memorial Bridge)                                                                            | 274                   | 1969      | Gallipolis, Ohio – Henderson, Virginia de Vest                           | Statele Unite           | 38°50′04″N 82°08′51″V / 38.83444°N 82.14750°V            | U.S. Route 35 |
|                                | Podul Ravenswood (în engleză Ravenswood Bridge)                                                                                      | 274                   | 1981      | Ravenswood, Virginia de Vest – Meigs County, Ohio                        | Statele Unite           | 38°56′24″N 81°45′36″V / 38.94000°N 81.76000°V            | U.S. Route 33 |
|                                | Podul Carpenter (în engleză Carpenter Bridge)                                                                                        | 274                   | 1987      | Newport, Ohio – St. Marys, Virginia de Vest                              | Statele Unite           | 39°23′16″N 81°12′51″V / 39.38778°N 81.21417°V            | West Virginia Route 807, Ohio State Route 807 |
|                                | Podul Carl Perkins (în engleză Carl Perkins Bridge)                                                                                  | 274                   | 1987      | Washington Township, Scioto County – Portsmouth, Ohio                    | Statele Unite           | 38°43′40″N 83°01′04″V / 38.72778°N 83.01778°V            | U.S. Route 23 Truck, Ohio State Route 852 |
|                                | Podul Blue Water (în engleză Blue Water Bridge)                                                                                      | 265                   | 1938      | Port Huron, Michigan – Sarnia, Ontario                                   | Statele Unite/ · Canada | 42°59′55″N 82°25′25″V / 42.99861°N 82.42361°V            | Interstate 69, Interstate 94, Ontario Highway 402 |
|                                | Podul Vicksburg (în engleză Vicksburg Bridge)                                                                                        | 263                   | 1973      | Delta, Louisiana – Vicksburg, Mississippi                                | Statele Unite           | 32°18′55″N 90°54′30″V / 32.31528°N 90.90833°V            | Interstate 20, U.S. Route 80 |
|                                | Podul vechi Sunshine Skyway [în engleză Sunshine Skyway Bridge (original span)]                                                      | 263                   | 1954,1969 | Pinellas County – Manatee County, Florida                                | Statele Unite           | 27°37′30″N 82°39′31″V / 27.62500°N 82.65861°V            | U.S. Route 19, demolat în 1993 |
|                                | Podul Foresthill (în engleză Foresthill Bridge)                                                                                      | 263                   | 1972      | North Auburn, California                                                 | Statele Unite           | 38°55′21″N 121°02′19″W / 38.9224°N 121.0387°V            | pod rutier și pietonal |
|                                | Podul Brankov (în sârbă Бранков мост, cu alfabetul latin[*]: Brankov most)                                                           | 261                   | 1957      | Stari Grad – Novi Beograd                                                | Serbia                  | 44°48′53″N 20°26′54″E / 44.81472°N 20.44833°E            | pod rutier și pietonal |
|                                | Podul Gateway (în engleză Gateway Bridge)                                                                                            | 260                   | 1986      | Brisbane, Queensland                                                     | Australia               | 27°26′40″S 153°06′02″E / 27.44444°S 153.10056°E          | Bruce Highway, Logan Motorway |
|                                | Podul Varodd (în norvegiană Varoddbrua)                                                                                              | 260                   | 1993      | Kristiansand, Vest-Agder                                                 | Norvegia                | 58°09′36″N 08°03′36″E / 58.16000°N 8.06000°E             | Drumul european E18 |
|                                | Podul Huey P. Long (în engleză Huey P. Long Bridge)                                                                                  | 258 (x 2)             | 1940      | Baton Rouge, Louisiana                                                   | Statele Unite           | 30°30′25″N 91°11′51″V / 30.50694°N 91.19750°V            | U.S. Route 190, Canadian Pacific Kansas City Railway                                                                                                  |
|                                | Podul Natchez-Vidalia (în engleză Natchez-Vidalia Bridge)                                                                            | 258 (x 2)             | 1940,1988 | Natchez, Mississippi – Vidalia, Louisiana                                | Statele Unite           | 31°33′33″N 91°25′09″V / 31.55917°N 91.41917°V            | U.S. Route 84, U.S. Route 425 |
|                                | Podul Brownville (în engleză Brownville Bridge)                                                                                      | 257                   | 1939      | Brownville, Nebraska – Atchison County, Missouri                         | Statele Unite           | 40°23′57″N 95°39′6″V / 40.39917°N 95.65167°V             | U.S. Route 136 |
|                                | Podul Benjamin G. Humphreys (în engleză Benjamin G. Humphreys Bridge)                                                                | 257                   | 1940      | Lake Village, Arkansas – Greenville, Mississippi                         | Statele Unite           | 33°17′37″N 91°09′34″V / 33.29361°N 91.15944°V            | demolat în 2011 |
|                                | Podul Brent Spence (în engleză Brent Spence Bridge)                                                                                  | 253                   | 1963      | Covington, Kentucky – Cincinnati, Ohio                                   | Statele Unite           | 39°05′27″N 84°31′22″W / 39.09087°N 84.52291°V            | Interstate 71, Interstate 75 |
|                                | Podul vechi Vicksburg (în engleză Old Vicksburg Bridge)                                                                              | 251                   | 1930      | Vicksburg, Mississippi – Delta, Louisiana                                | Statele Unite           | 32°18′53″N 90°54′21″V / 32.31472°N 90.90583°V            | Canadian Pacific Kansas City Railway |
|                                | Podul Sunshine (în engleză Sunshine Bridge)                                                                                          | 251                   | 1964      | St. James Parish, Louisiana                                              | Statele Unite           | 30°05′53″N 90°54′44″V / 30.09806°N 90.91222°V            | Louisiana Highway 70 |
|                                | Podul memorial George Rogers Clark (în engleză George Rogers Clark Memorial Bridge)                                                  | 250 (x 2)             | 1929      | Louisville, Kentucky – Jeffersonville, Indiana                           | Statele Unite           | 38°15′49″N 85°45′05″V / 38.26361°N 85.75139°V            | U.S. Route 31 |
|                                | Podul Skye (în engleză Skye Bridge)                                                                                                  | 250                   | 1995      | Skye – Eilean Bàn, Scoția                                                | Regatul Unit            | 57°16′45.72″N 5°44′24.57″V / 57.2793667°N 5.7401583°V    | A87 road |
|                                | Podul Confederației (în engleză Confederation Bridge)                                                                                | 250 (x 43)            | 1997      | Borden-Carleton, Insula Prințului Edward – Cape Jourimain, New Brunswick | Canada                  | 46°12′55″N 63°44′45″V / 46.21528°N 63.74583°V            | New Brunswick Route 16, Prince Edward Island Route 1                                                                                                  |
|                                | Podul Matthews (în engleză Matthews Bridge)                                                                                          | 246                   | 1953      | Jacksonville, Florida                                                    | Statele Unite           | 30°19′37″N 81°37′05″W / 30.327°N 81.618°V                | U.S. Highway 90 Alternate |
|                                | Podul Helena (în engleză Helena Bridge)                                                                                              | 245                   | 1961      | Helena, Arkansas – Lula, Mississippi                                     | Statele Unite           | 34°29′48″N 90°35′17″V / 34.49667°N 90.58806°V            | U.S. Highway 49 |
|                                | Podul Tobin (în engleză Tobin Bridge)                                                                                                | 244                   | 1950      | Boston – Chelsea, Massachusetts                                          | Statele Unite           | 42°23′05″N 71°02′51″W / 42.38483°N 71.04755°V            | U.S. Highway 1 |
|                                | Podul Cairo peste râul Ohio (în engleză Cairo Ohio River Bridge)                                                                     | 240 (x 2)             | 1937      | Wickliffe, Kentucky – Cairo, Illinois                                    | Statele Unite           | 36°59′37″N 89°08′46″W / 36.9935°N 89.1462°V              | U.S. Highway 51, U.S. Highway 60, U.S. Highway 62 |
|                                | Podul Hamana (în japoneză 浜名大橋, transliterat: Hamana ōhashi)                                                                     | 240                   | 1976      | Prefectura Shizuoka                                                      | Japonia                 | 34°40′44.1″N 137°35′51.1″E / 34.678917°N 137.597528°E    | Kokudō 1-gō (Drumul național 1) |
|                                | Podul Huey P. Long (în engleză Huey P. Long Bridge)                                                                                  | 238                   | 1935,2013 | Jefferson Parish, Louisiana                                              | Statele Unite           | 29°56′39″N 90°10′08″V / 29.94417°N 90.16889°V            | U.S. Highway 90, Calea ferată New Orleans Public Belt Railroad                                                                                        |
|                                | Podul Silas N. Pearman (în engleză Silas N. PearmanBridge)                                                                           | 230                   | 1966      | Charleston, Carolina de Sud                                              | Statele Unite           | 32°48′7.47″N 79°55′52.73″V / 32.8020750°N 79.9313139°V   | U.S. Highway 17, demolat în 2006 |
|                                | Outerbridge Crossing | 229                   | 1928      | Perth Amboy, New Jersey – Staten Island, New York City                   | Statele Unite           | 40°31′30″N 74°14′49″W / 40.525°N 74.247°V                | New York State Route 440, New Jersey Route 440 |

## Notă explicativă
1. ↑  În inginerie, deschiderea (în engleză span, în franceză portée, în spaniolă luz, în germană spannweite) reprezintă distanța dintre două suporturi structurale adiacente (de exemplu, doi piloni) ale unui element structural (de exemplu, o grindă). Spațiul se măsoară în direcție orizontală fie între fețele suporturilor (deschidere liberă), fie între centrele suprafețelor de reazem (deschidere efectivă)
O travee este porțiunea dintr-o construcție (edificiu, pod, viaduct etc.) care cuprinde două puncte de reazem (stâlpi, coloane, grinzi, pile etc.) și deschiderea dintre ele

## Notă
1. ↑  Waddell, J. A. L. (1916). Bridge Engineering - Volume 2 [Ingineria podurilor - Volumul 2]. New York: John Wiley & Sons. pp. 1917. Accesat în 26 aprilie 2025.